# Cyrkuł złoczowski
Cyrkuł złoczowski (niem. Zloczower Kreis) – jednostka administracyjna Cesarstwa Austrii w Królestwie Galicji i Lodomerii.
Określenie cyrkuł złoczowski nie jest historycznie jednoznaczne, jako że odnosi się do dwóch różnych jednostek administracyjnych:
- wczesnej formy cyrkułu brzeżańskiego (1782–1783),
- późniejszej formy cyrkułu brodzkiego (1789–1850 oraz 1854–1865).

Możliwe to było przez zmianę przynależności cyrkularnej Złoczowa oraz dwie zmiany nazw cyrkułów.

## Pierwsza odsłona (1782–1783)

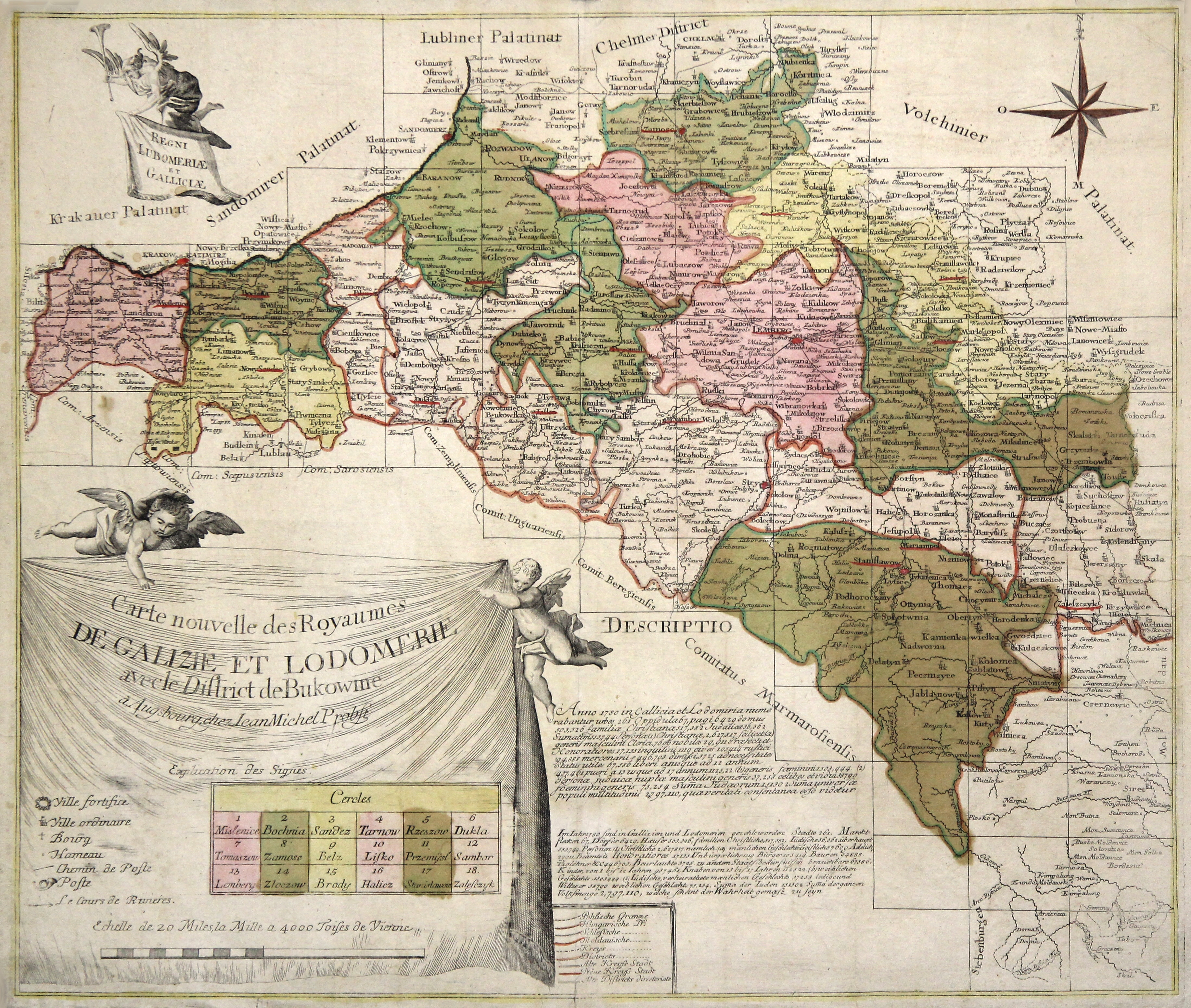
Projekt nowego podziału Galicji na cyrkuły (1780)

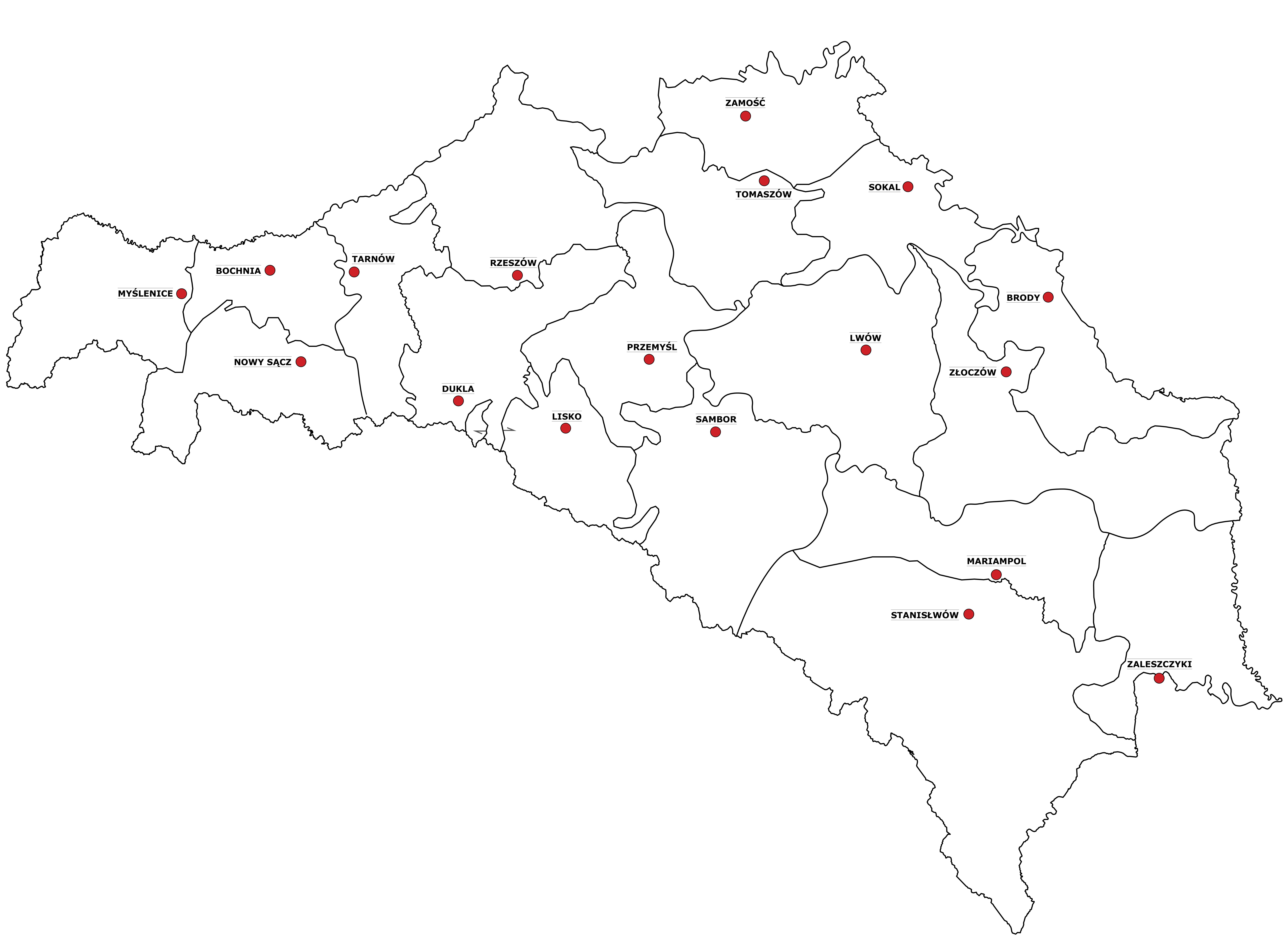
Cyrkuł złoczowski w pierwszej odsłonie (1782–1783)

Cyrkuł złoczowski z siedzibą w Złoczowie utworzono w 1782 roku na ziemiach polskich zagarniętych przez Austrię podczas I rozbioru w ramach reformy administracyjnej w Galicji.
Już 2 września 1780 kancelaria nadworna wydała dekret, w którym poinformowała gubernatora o nowych decyzjach w sprawie organizacji administracyjnej. Cesarzowa Maria Teresa Habsburg już od dłuższego czasu planowała wprowadzenie reform mających na celu dostosowanie ustroju Galicji do zasad obowiązujących w niemieckich krajach dziedzicznych. Właśnie zapadła kluczowa decyzja o przekształceniu dotychczasowych dystryktów w cyrkuły. W związku z tym polecono rozpoczęcie prac nad opracowaniem planu reorganizacji. Jednocześnie określono główne wytyczne, które miały stanowić podstawę przy tworzeniu tego planu. Szczególny nacisk położono na to, aby siedziby władz cyrkułów znajdowały się możliwie jak najbliżej ich centrum. Choć zalecano, aby obszary poszczególnych cyrkułów były w miarę równe pod względem powierzchni, nie należało traktować tej zasady zbyt rygorystycznie – w przypadku istnienia ważnych powodów możliwe były odstępstwa od równomiernego podziału. Zwrócono również uwagę, że nie powinno się bez wyraźnej potrzeby zmieniać lokalizacji siedzib władz, ponieważ wiązałoby się to z licznymi trudnościami – między innymi z koniecznością przeniesienia archiwów, które przez osiem lat znacznie się rozrosły. Na zakończenie podkreślono wagę odpowiedniego doboru kadry kierowniczej do obsadzenia nowych stanowisk.
Zgodnie z przyjętymi wytycznymi opracowano memoriał z 1 grudnia 1780, w którym przedstawiono projekt nowego podziału administracyjnego Galicji na 18 mniejszych cyrkułów na bazie dotychczasowych osiemnastu dystryktów. Jednym z nich był cyrkuł złoczowski, który powstał w oparciu o dotychczasowy dystrykt Brzeżany (1775–1782), należący do cyrkułu lwowskiego (1773–1782).
Jednak już kolejny rok przyniósł znaczne zmiany. W patencie z 25 listopada 1783 zaznaczono, że praktyka urzędowania i wygodniejsze położenie skłoniły rząd do zmian niektórych siedzib urzędów cyrkularnych, a co za tym idzie – granic cyrkułów. Powstał wtedy nowy cyrkuł tarnopolski z siedzibą w Tarnopolu, który utworzono z południowo-wschodnich części cyrkułu brodzkiego (z m.in. Tarnopolem, Ihrowicą, Zbarażem i Medyniem), z północnej części cyrkułu zaleszczyckiego (z m.in. Budzanowem, Suchostawem, Chorostkowem, Kopyczyńcami i Husiatynem), oraz ze wschodnich części cyrkułu złoczowskiego (z m.in. Trembowlą, Mikulińcami, Skałatem i Grzymałowem). Równocześnie siedzibę cyrkułu złoczowskiego przeniesiono ze Złoczowa do Brzeżan przez co powstał cyrkuł brzeżański, natomiast północne części tego cyrkułu z m.in. Złoczowem, Buskiem i Glinianami przeniesiono do cyrkułu brodzkiego. Wreszcie południowo-zachodni fragment cyrkułu złoczowskiego z Bukaczowcami właczono do nowego cyrkułu dolińskiego. Oznaczało to zarazem zniesienie cyrkułu złoczowskiego.

## Druga odsłona (1789–1865)
Jednostka o nazwie cyrkuł złoczowski powstała ponownie w 1789, lecz był to inny twór administracyjny niż w latach 1782–1783. W 1789 przeniesiono siedzibę  cyrkułu brodzkiego z Brodów do Złoczowa, a cyrkuł brodzki przekształcono w cyrkuł złoczowski (druga odsłona) i jako taki występuje już na mapie Liechtensterna z 1790 roku.

### Zniesienie cyrkułów w 1850 roku
Po wydarzeniach rewolucyjnych w latach 1848–1849, które wstrząsnęły Cesarstwem Austriackim, w 1850 roku przeprowadzono istotną reformę administracyjną mającą na celu usprawnienie zarządzania na obszarze Galicji i Lodomerii. W jej ramach cyrkuł czerniowiecki, dotychczas będący częścią Galicji, został wyodrębniony jako osobny kraj koronny. Pozostałe 19 cyrkułów zostało zniesionych i zastąpionych przez trzy okręgi rządowe: Kraków, Lwów i Stanisławów, które podzielono na 63 powiaty (niem. Bezirkshauptmannschaften). Powiaty z kolei były tworzone na podstawie nowych okręgów sądowych, od dwóch do czterech na powiat. Nowy podział administracyjny zaczęto wdrażać począwszy od 13 grudnia 1849. Oznaczało to zarazem zniesienie cyrkułu złoczowskiego, którego obszar podzielono między pięć Bezirkshauptmannschaften:
- w składzie okręgu rządowego Lwów:
  - Brody – z okręgów sądowych: Brody, Sokołówka i Leszniów,
  - Sokal – z okręgów sądowych: Sokal, Bełz[12] i Radziechów,
  - Złoczów – z okręgów sądowych: Złoczów, Busk, Gliniany i Przemyślany[13],
  - Żółkiew – z okręgów sądowych: Żółkiew, Mosty Wielkie[14] i Kamionka Strumiłowa;

- w składzie okręgu rządowego Stanisławów:
  - Załoźce – z okręgów sądowych: Załoźce, Podkamień i Zborów.

### Reaktywacja cyrkułów (1854–1865)
Cyrkuł złoczowski reaktywowano na mocy rozporządzenia z 24 kwietnia 1854, który przywrócił podział na cyrkuły w granicach sprzed reformy 1849, a które ugrupowano w dwa obszary administracyjne (niem. Verwaltungsgebiete) – Kraków i Lwów. Cyrkuł złoczowski wszedł w skład obszaru lwowskiego.
Równocześnie, w ramach reformy uwłaszczeniowej z okresu Wiosny Ludów (1848–1849), która likwidowała jurysdykcję właściciela ziemskiego nad poddanymi, dominium galicjskie – jako podstawowa jednostka administracyjna i filar systemu feudalnego straciło rację bytu. Konieczne stało się zatem wprowadzenie nowego systemu administracyjnego, którego zręby powstały w latach 1851–1855. Utworzono wtedy 179 małych powiatów (niem. Bezirke) i ponad 6000 gmin (niem. Gemeinde). Cyrkuł złoczowski podzielono na dziesięć małych Bezirków, podzielonych na 350 gmin:
| Bezirk              | Powierzchnia | Powierzchnia | Ludność | Ludność | Liczba gmin |
| Bezirk              | Mil²         | Km²          | Ogółem  | Os./km² | Liczba gmin |
| ------------------- | ------------ | ------------ | ------- | ------- | ----------- |
| Brody               | 10,1         | 581,31       | 45.531  | 78,30   | 36          |
| Busk                | 9,2          | 529,66       | 23.958  | 45,25   | 35          |
| Gliniany            | 8,6          | 494,93       | 27.107  | 54,75   | 40          |
| Kamionka Strumiłowa | 5,1          | 293,51       | 15.679  | 53,44   | 20          |
| Łopatyn             | 8,2          | 471,91       | 18.693  | 39,62   | 28          |
| Olesko              | 8,4          | 483,42       | 25.547  | 52,83   | 34          |
| Radziechów          | 8,8          | 506,84       | 20.610  | 40,67   | 28          |
| Załoźce             | 9,1          | 523,21       | 27.388  | 52,34   | 40          |
| Zborów              | 10,0         | 575,50       | 29.896  | 51,95   | 48          |
| Złoczów             | 8,7          | 500,39       | 28.808  | 57,57   | 41          |
| RAZEM               | 86,2         | 4960,88      | 272.217 | 54,88   | 350         |
| ŚREDNIA             | 8,62         | 496,09       | 27.222  | 54,88   | 35          |

Cyrkuł złoczowski przetrwał do 1865 roku. Po nadaniu Galicji autonomii oraz powołaniu samorządu gminnego i powiatowego w 1865 zlikwidowano cyrkuły (Kreise), a dotychczasowe małe powiaty (Bezirke) w liczbie 179, zostały w ramach kolejnej reformy administracyjnej (23 stycznia 1867) zastąpiono przez 74 większych powiatów.